# Lockheed T2V SeaStar
Il Lockheed T2V SeaStar, designazione aziendale L-245 e dal 1962 ridesignato T-1 SeaStar in base alle nuove convenzioni di designazione unificate, fu un aereo a reazione da addestramento avanzato "navalizzato" sviluppato dall'azienda aeronautica statunitense Lockheed Corporation nei primi anni cinquanta.
Derivato dal Lockheed T-33A Shooting Star per rispondere ad una specifica della United States Navy, la marina militare statunitense, pur rimasto molto simile al progetto del suo predecessore se ne differenziava, oltre che per l'equipaggiamento necessario per operare dalle portaerei come il gancio di arresto, per la particolare gobba dovuta all'innalzamento della postazione posteriore, occupata dall'istruttore, atta a garantirgli una maggiore visibilità complessiva.

## Storia

### Sviluppo
A partire dal 1949 la US Navy ha utilizzato il Lockheed T-33 per la formazione dei suoi piloti. Il T-33 era un aereo derivato dal Lockheed P-80, rinominato TV-2 dalla Marina che tuttavia non possedeva la specifiche per addestrare i piloti all'appontaggio delle portaerei poiché non aveva il gancio di arresto. Per questo motivo venne creata una nuova versione sviluppata sempre dal T-33 con designazione L-245 e per la Marina statunitense T2V. Il T2V volò per la prima volta il 16 dicembre 1953 e le consegne per la US Navy iniziarono nel 1956
Rispetto al TV-2 il T2V era stato pesantemente modificato per renderlo adatto agli atterraggi sulle portaerei, con una coda ridisegnata, un carrello rinforzato,l'aggiunta di un gancio d'arresto a scomparsa, flap a comando elettrico e la postazione dell'istruttore (quello seduto dietro) leggermente rialzata per avere una visuale migliore. Queste migliorie portarono il T2V ad avere una maggiore longevità rispetto al P-80 ed una maggiore resistenza ad agenti esterni come acqua di mare e salsedine.

### Impiego Operativo
L'unica versione del T2V fu inizialmente rinominata TV2-1 quando entrò in servizio poi diventò T-1A SeaStar
Il T-1A è stato sostituito dal T-2 Buckeye, ma rimase in servizio fino al 1970

### Sviluppo Attuale
Attualmente un T-1A è in condizioni di aeronavigabilità presso l'Aeroporto di Phoenix-Mesa a Mesa, Arizona. Due esemplari sono conservati ed esposti al pubblico a Tucson, Arizona

## Utilizzatori
Stati Uniti
- United States Navy